# Elettra

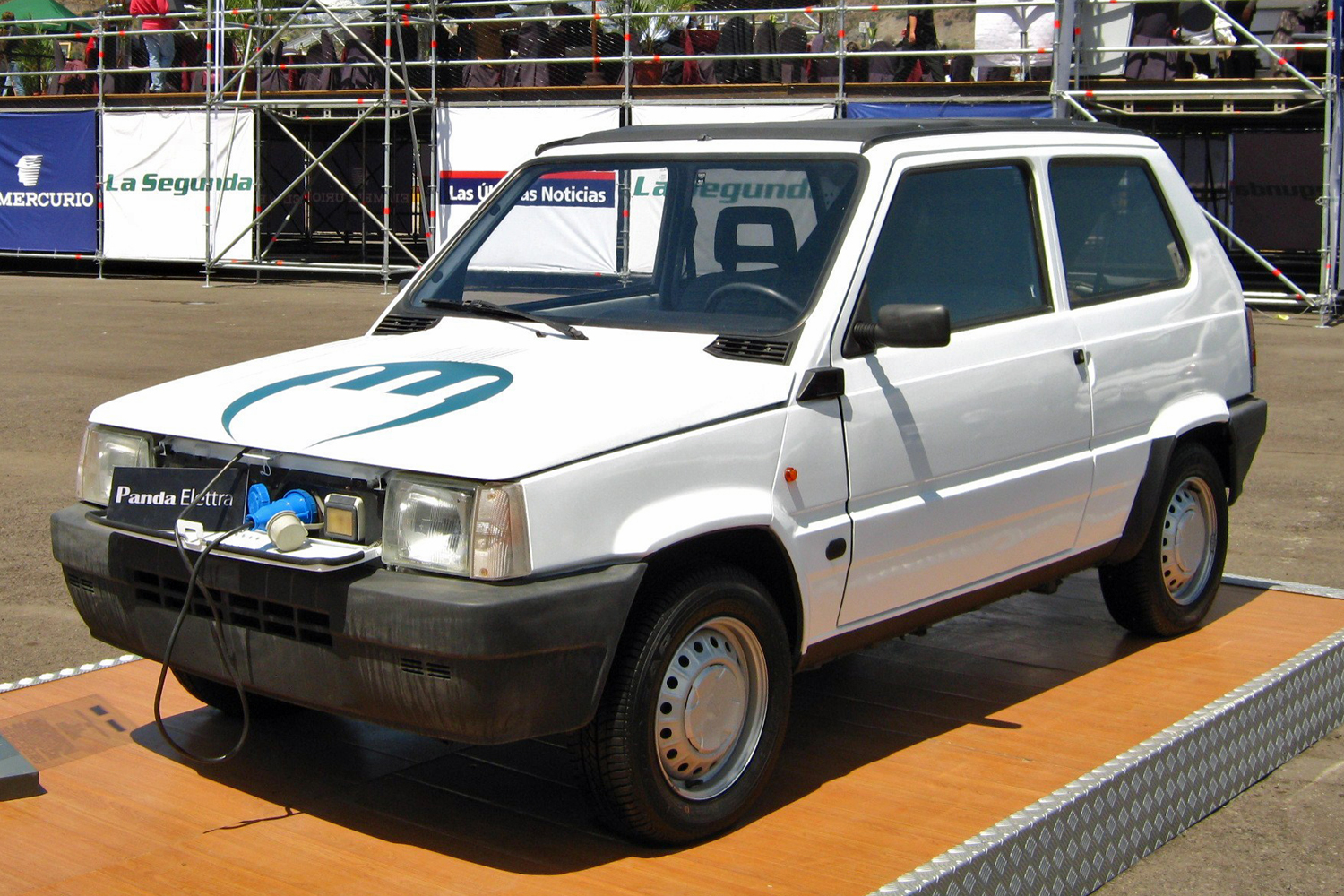
Fiat Panda Elettra

Elettra es la denominación con la cual Fiat Auto designó ciertos automóviles con motor eléctrico. La comercialización del Fiat Panda Elettra desde 1990 convirtió a Fiat en el primer fabricante de masas del mundo en ofrecer un automóvil eléctrico en su gama, siendo premiado en 1991 en Suiza, como vehículo ecológico zero emissión en el país helvético.

## Historia
La gama estuvo disponible durante doce años y formada por tres automóviles: El Fiat Panda Elettra desde 1990, El Fiat Cinquecento Eletrra desde 1992 y el Fiat Seicento Elettra desde 1999. Durante la comercialización de los automóviles Elettra la marca presentó varios prototipos totalmente eléctricos como los Fiat Downtown en 1993, Fiat Zic en 1994 y Fiat Zicster en 1996, así como el híbrido Fiat Vanzic con motor eléctrico y motor de combustión interna o los eléctricos movidos por pila de combustible Fiat Elettra H2 Fuel Cell de 2000 y Fiat Seicento Hydrogen de 2002. En 2002 la gama fue descontinuada. Fiat no volvió a comercializar un vehículo eléctrico hasta 2012 con la presentación en el Salón del Automóvil de Los Ángeles del Fiat 500e.

## Automóviles
| Automóvil        | Inicio | Fin  | Familia   | Tecnología | Potencia (CV/ rpm) | Par (Nm/ rpm) | Vel. máx. (km/h) | Aceleración 0-100 km/h (s) | Autonomía | Emisión CO2 (g/km) | Transmisión      | Rel. |
| ---------------- | ------ | ---- | --------- | ---------- | ------------------ | ------------- | ---------------- | -------------------------- | --------- | ------------------ | ---------------- | ---- |
| Fiat Cinquecento | 1992   | 1998 | Eléctrico | Elettra    | 13/ 2500           | 35/           | 80               |                            |           | 0 USA ZEV          | Delantera Manual | 5    |
| Fiat Panda       | 1990   | 1992 | Eléctrico | Elettra    | 18/ 2500           | 35/           | 70               |                            |           | 0 USA ZEV          | Delantera Manual | 4    |
| Fiat Panda       | 1992   | 1999 | Eléctrico | Elettra    | 13/ 2500           | 35/           | 70               |                            |           | 0 USA ZEV          | Delantera Manual | 4    |
| Fiat Seicento    | 1999   | 2002 | Eléctrico | Elettra    | 20/ 2200           | 130/          | 100              | 14,5                       |           | 0 USA ZEV          | Trasera Manual   | 1    |

## Línea de tiempo
| Automóvil   | 1989 | 1990 | 1991 | 1992 | 1993 | 1994 | 1995 | 1996 | 1997 | 1998 | 1999 | 2000 | 2002 | 2003 |
| ----------- | ---- | ---- | ---- | ---- | ---- | ---- | ---- | ---- | ---- | ---- | ---- | ---- | ---- | ---- |
| Panda       |      |      |      |      |      |      |      |      |      |      |      |      |      |      |
| Cinquecento |      |      |      |      |      |      |      |      |      |      |      |      |      |      |
| Seicento    |      |      |      |      |      |      |      |      |      |      |      |      |      |      |